# Fenian Ram
Le Fenian Ram est un sous-marin conçu par John Philip Holland pour être utilisé par la Fenian Brotherhood, l'homologue américain de l'Irish Republican Brotherhood, organisation révolutionnaire contre les Britanniques. La construction et le lancement du Ram en 1881 par la Delamater Iron Company à New York ont été financés par le Fenians 'Skirmishing Fund. Officiellement nommé Holland Boat No. II, le rôle des Fenians dans son financement a conduit le journal New York Sun à nommer le navire le Fenian Ram.

## Conception
La conception du Fenian Ram était en partie calquée sur la torpille de Robert Whitehead et, comme elle, avait des ailettes de contrôle cruciformes près de la queue. Le sous-marin ne prenait pas simplement du lest jusqu'à ce qu'il coule comme les autres sous-marins contemporains ; il maintenait une flottabilité légèrement positive et inclinait ses plans horizontaux de sorte que son mouvement vers l'avant le forçait à s'immerger.

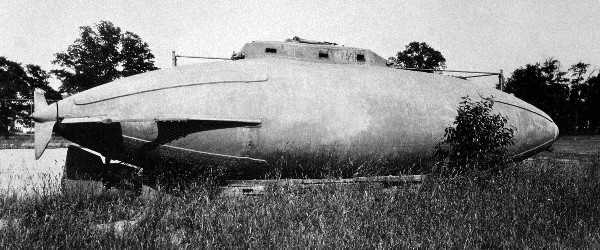
Fenian Ram à l'Académie militaire de Clason Point, Bronx entre 1916 et 1927

Fenian Ram était armé d'un canon pneumatique de neuf pouces (228 mm) d'environ onze pieds de long (3,35 m), monté le long de la ligne médiane du bateau et tirant vers l'avant depuis sa proue. Il fonctionnait comme des tubes lance-torpilles de sous-marins modernes : un capuchon de proue étanche était normalement maintenu fermé, permettant aux projectiles en acier remplis de dynamite de six pieds de long (environ 1,80 m) d'être chargés dans le tube depuis l'intérieur du sous-marin. La porte intérieure était alors fermée et la porte extérieure ouverte par un mécanisme à distance. Enfin, de l'air à 27,5 Bars était utilisé pour tirer le projectile hors du tube. Pour recharger, la porte extérieure était de nouveau fermée et l'eau dans le tube soufflée dans le réservoir de ballast  par plus d'air comprimé.
Il était propulsé par un moteur à pistons Brayton de 15 ch (11 kW).

## Historique
Au cours d'essais approfondis, Holland a effectué de nombreuses plongées et testé le pistolet à l'aide de projectiles factices. Cependant, en raison de conflits de financement au sein de l'IRB et d'un désaccord sur les paiements de l'IRB à Holland, l'IRB a volé Fenian Ram et le prototype Holland III (en) en novembre 1883. Bien que Holland III ait accidentellement coulé dans l'East River, les Fenians ont emmené le Fenian Ram à New Haven, dans le Connecticut, mais ont découvert que personne ne savait comment le faire fonctionner. Holland a refusé de les aider. Incapable d'utiliser ou de vendre le bateau, l'IRB fit transporter le Fenian Ram dans un hangar sur la rivière Mill.

## Préservation
En 1916, Fenian Ram a été exposé au Madison Square Garden pour collecter des fonds pour les victimes de l'Insurrection de Pâques 1916. Ensuite, il a été transféré à l'Académie militaire de Clason Point dans le Bronx. En 1927, l'Académie a déménagé à Long Island et la coque a été vendue à la ferraille. Avant la démolition, l'activiste irlandais-américain Harry Cunningham est intervenu et a acheté le Fenian Ram à la casse afin de le préserver en tant que symbole de l'ingéniosité irlandaise-américaine. En septembre 1927, Cunningham vendit le sous-marin à Edward Browne de Paternon, dans le New Jersey, qui offrit le navire à la ville de Paterson en souvenir du travail de Holland.
Aujourd'hui, on peut encore la voir au Paterson Museum.